# Baïse

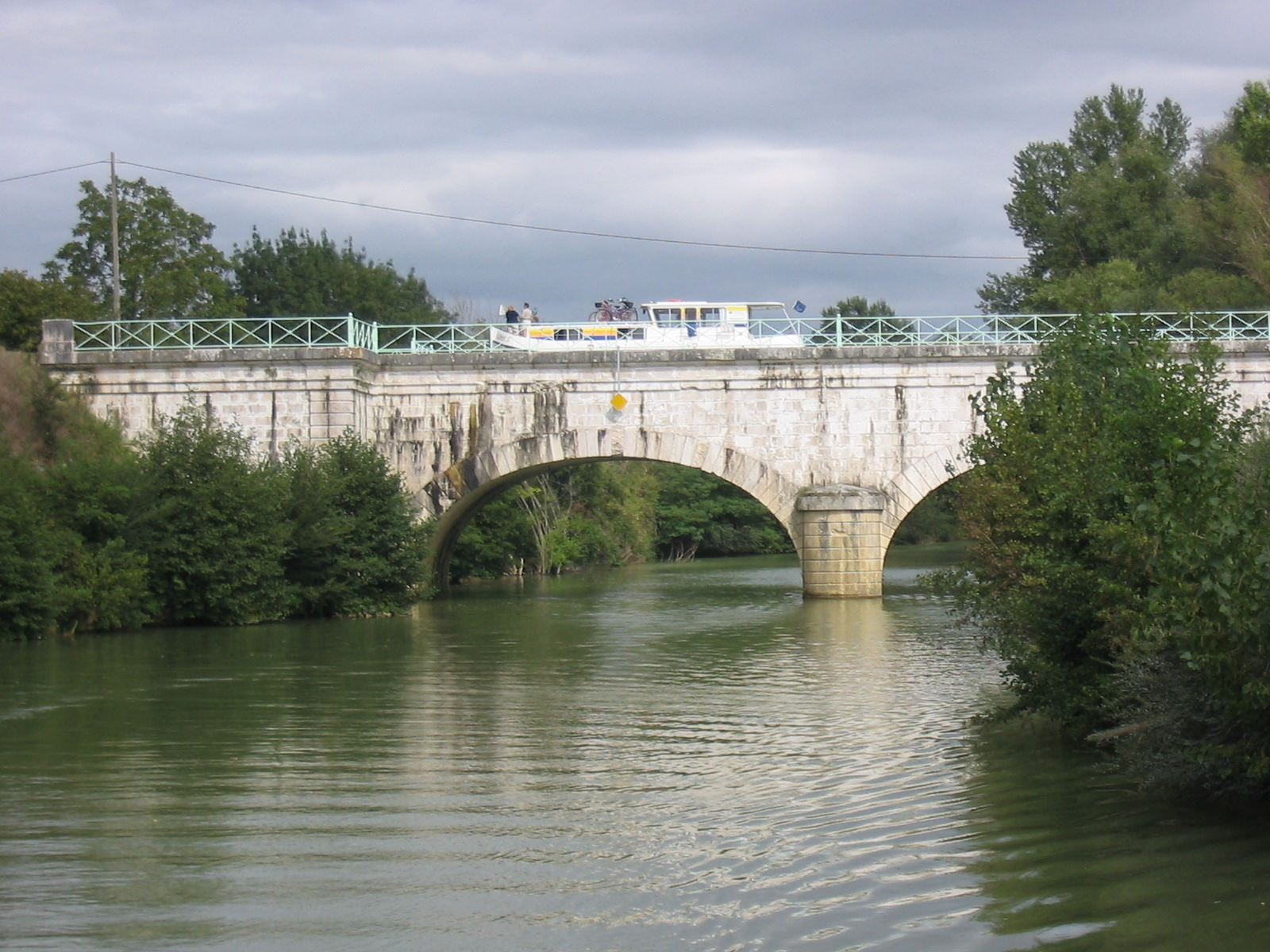
Baïse.

Baïse är en 188 km lång flod i sydvästra Frankrike och är Garonnes vänstra biflod. Dess källa kommer från de nedre delarna av Pyrenéerna, i närheten av Lannemezan. Den rinner norrut genom följande departement och städer:
- Hautes-Pyrénées: Lannemezan, Trie-sur-Baïse
- Gers: Mirande, Castéra-Verduzan, Valence-sur-Baïse, Condom
- Lot-et-Garonne: Nérac, Lavardac

Den sammanflyter med Garonne i närheten av Aiguillon.